# Жареной, Фёдор
Фёдор Жареной (XVI век) — крестовый дьяк великого князя Василия Иоанновича, попавший в опалу за оскорбление монарха.

## Биография
Служил митрополичьим дьяком во времена Василия III. Вместе с Иваном Беклемишевым и Вассианом Патрикеевым входил в кружок Максима Грека. С митрополитом Даниилом был в ссоре из-за финансовых разногласий.
Во время следствия по делу Максима Жареный был допрошен одним из первых (февраль 1525). Рассказал о критике Беклемишевым внешней политики Василия. В свою очередь, Берсень рассказал, что Жареный жаловался ему на великого князя, предлагавшего ему через троицкого игумена оговорить Максима. Уже во время опалы Жареный не нашёл «печальника» в лице митрополита и в разговоре с Максимом назвал князя «жестоким и немилостивым», о чём Максим сообщил следствию. Первоначально дьяк опровергал показания Максима, но потом вынужден был с ними согласиться.
За оскорбление монарха Жареному в том же году вырезали язык, наказав его и торговой казнью (то есть кнутом). Сообщения об этом есть в ряде летописей.